# 前342年
| 千纪： | 前1千纪 |
| 世纪： | 前5世纪 \| 前4世纪 \| 前3世纪 |
| 年代： | 前370年代 \| 前360年代 \| 前350年代 \| 前340年代 \| 前330年代 \| 前320年代 \| 前310年代                                                                                          |
| 年份： | 前347年 \| 前346年 \| 前345年 \| 前344年 \| 前343年 \| 前342年 \| 前341年 \| 前340年 \| 前339年 \| 前338年 \| 前337年                                                            |
| 纪年： | 周顯王二十七年 魯景公二年 齊威王十五年 趙肅侯八年 魏惠王二十八年 韓昭侯二十一年 秦孝公二十年 楚宣王二十八年 宋剔成君二十八年 衛平侯元年 燕後文公二十年 越王無彊元年 中山成公八年 |

## 大事记
- 魏國發兵攻韓，韓國向齊國求援。齊國軍師孫臏再次使用圍魏救趙的戰術，率軍包圍魏國首都大樑（今河南省開封市）。魏惠王下令龐涓撤兵回救，龐涓在馬陵之戰全軍覆沒，太子申被俘，龐涓亦自刎而死。
- 秦孝公派太子駟率領西戎九十二國朝見周顯王，顯示了秦國西方霸主的地位。

## 逝世
- 龐涓，魏國將領。